# Кизилжулдиз (Катон-Карагайський район)
Кизилжулди́з (каз. Қызылжұлдыз) — село у складі Катон-Карагайського району Східноказахстанської області Казахстану. Входить до складу Аккайнарського сільського округу.
Населення — 198 осіб (2021; 346 у 2009, 530 у 1999, 651 у 1989).
Національний склад станом на 1989 рік:
- казахи — 100 %

У радянські часи село називалось також Кизилжулдуз.